# Первое искушение Христа
Первое искушение Христа (порт. A primeira tentação de Cristo) — бразильская сатирическая комедия, сделанная специально для веб-телевидения, комедийной труппы Porta dos Fundos («Задняя дверь»). Фильм вышел на Netflix 3 декабря 2019

## Сюжет
Иисус возвращается домой после 40 дней в пустыне, где его ждёт сюрприз на 30-й день рождения. На вечеринке Мария и Иосиф открывают Иисусу, что его настоящий отец — это Бог. Но вместе с Иисусом приходит дерзкий юноша Орландо, который намекает всем, что является бойфрендом Иисуса.

## Реакция
Фильм, выпущенный специально к Рождеству, вызвал негативную реакцию значительной части зрителей из-за сатирического изображения религиозных персонажей, в том числе из-за намёка, что Иисус якобы был геем, а Богоматерь Мария – якобы наркоманкой-марихуанисткой. Более 2 миллионов человек подписались под петицией убрать фильм с сайта, а также высказались за бойкот Netflix из-за богохульства. Авторы фильма, в свою очередь, заявили, что причиной протестов была гомофобия.
9 января 2020 года бразильский суд принял решение, обязывающее «Нетфликс» убрать фильм с веб-сервиса.

## Актёры и персонажи
| актёр                  | роль                     |
| ---------------------- | ------------------------ |
| Грегорио Дувивьер      | Иисус                    |
| Антонио Табет          | Дядя Витторио (Бог-отец) |
| Фабио Поршат           | Орландо (Люцифер)        |
| Эвелин Кастру          | Дева Мария               |
| Рафаэль Португал       | Иосиф                    |
| Робсон Нунес           | Бальтазар                |
| Жоан Висенте де Кастру | Мельхиор                 |
| Эстеван Наботе         | Каспар                   |
| Тати Лопес             | проститутка Тельма       |
| Сура Бердичевский      | Тётушка Лупита           |
| Фабио де Лука          | Лазарь                   |
| Габриэль Тоторо        | Будда                    |
| Педрока Монтейру       | Шива                     |
| Педро Беневидес        | Джа Растафари            |